# (24951) 1997 QK
1997 كيو كي (ويعرف أيضًا باسم (24951) 1997 كيو كي وفق تسمية الكوكب الصغير) (بالإنجليزية: 1997 QK)‏ هو كويكب ضمن حزام الكويكبات؛ وترتيبه 24951 من حيث الاكتشاف.
اكتُشف هذا الجُرم الفلكي بواسطة Zdeněk Moravec ‏ في 24 أغسطس 1997.

## وصلات خارجية
- (24951) 1997 QK في قاعدة بيانات مختبر الدفع النفاث لأجرام النظام الشمسي الصغيرة

- الاكتشاف · مخطط المدار ·  العناصر المدارية · المعلمات المادية

- (24951) 1997 QK على موقع ويكي سكاي: DSS2, SDSS, GALEX, IRAS, Hydrogen α, X-Ray, Astrophoto, Sky Map, Articles and images